# NME
NME (New Musical Express) – magazyn muzyczny publikowany w Wielkiej Brytanii od 1952 (pierwszy numer 7 marca 1952). Było to pierwsze w historii brytyjskie czasopismo muzyczne, które posiadało listę najpopularniejszych w danym tygodniu singli (17 listopada 1952). W latach 70. magazyn był najlepiej sprzedającym się czasopismem muzycznym w Wielkiej Brytanii. W latach 1972–1976 styl magazynu nawiązywał do gonzo, z czasem jednak zaczął identyfikować się z punk rockiem, za sprawą takich dziennikarzy jak Tony Parsons i Julie Burchill.
Redaktorem naczelnym magazynu była od 29 lipca 2009 Krissi Murison, jest ona pierwszą w historii pisma kobietą zajmującą to stanowisko. Od marca 2018 redaktorem naczelnym jest Charlotte Gunn. Od 1996 działa oficjalna strona internetowa czasopisma, nme.com. Magazyn posiada własny kanał telewizyjny, NME TV i stację radiową, NME Radio.